# Alejo Bay
Alejo Bay Valenzuela (Álamos, Sonora; 1881; Rochester, Minnesota, Estados Unidos; 30 de enero de 1952) fue un dirigente político mexicano-irlandés, gobernador del estado de Sonora.

## Primeros años
Su padre era Thomas Bay, un irlandés-americano y soldado de los Estados Confederados de América proveniente de St. Louis, Missouri, quien se fue a vivir a Álamos, Sonora después de que la Unión ganara la guerra.

## Carrera política
Don Alejo Bay se  representó durante un tiempo largo en asuntos políticos y federales en Sonora. Bay fue dos veces diputado federal, senador, gobernador de Sonora y representante local de Sonora durante el periodo Constitucional de 1923 a 1927. Fue también el Secretario de Turismo durante 1939, bajo la orden de general Macias Valenzuela. Fue muy buen amigo de Álvaro Obregón. Durante 1920, como senador, un grupo que estuvo dirigido por los generales Jose Gonzalo Escobar y Fausto Topete, en contra del presidente Plutarco Elias Calles lo llamó para traicionar a Álvaro Obregón a lo cual se negó, lo cual le causó una marcha en el desierto por cinco años.

## Muerte
Alejo Bay murió el 30 de enero de 1952 en Rochester, Minnesota, Estados Unidos.